# 結婚啟事
結婚啟事（英語：banns of marriage，英文簡稱banns或bans），是一種源於基督宗教，由教區教堂發出的公開告示，目的在於向外公佈該所教堂在未來舉行的婚禮。結婚啟事較常見於英國聖公會和其他類似的基督教宗派，天主教會則於1983年取消将結婚啟事作为婚礼的必要条件，并授权由各地主教团决定是否保留这项手续。
結婚啟事的作用是把婚訊在婚禮舉行前的一段時間公開，由此可讓任何人有充足的時間依據教會法或民事法對婚事提出質疑，從而避免出現不合宜和不正當的婚姻。各地質疑婚姻正當性的考慮因素都有差異，但主要的質疑理據包括，男女任何一方未完全解除或廢止前一段婚姻、男女任何一方曾作出獨身的承諾、男女雙方沒有同意締結婚姻、或男女雙方為近親等。

## 外部連結
- . . New York: Robert Appleton Company. 1913.
- Church of England （页面存档备份，存于）
- Chisholm, Hugh (编). .  (第11版). London: Cambridge University Press. 1911.